# L'Inhumation précipitée
L'Inhumation précipitée est un tableau d'Antoine Wiertz réalisé en 1854. Il est conservé au Musée Wiertz à Ixelles.

## Dans la culture
Ce tableau apparaît brièvement dans l'épisode 9 de la saison 3 de la série télévisée What We Do in the Shadows.